# Tetracona
Tetracona is een geslacht van vlinders van de familie van de grasmotten (Crambidae), uit de onderfamilie van de Spilomelinae. De wetenschappelijke naam en de beschrijving van dit geslacht zijn voor het eerst gepubliceerd in 1884 door Edward Meyrick.

## Soorten
- Tetracona amathealis (Walker, 1859)
- Tetracona multispina Jie & Li 2020
- Tetracona pictalis Warren, 1896